# 007/危機一発
『007/危機一発』（ゼロゼロセブン ききいっぱつ、原題: From Russia with Love）は、1963年のアクション/スパイ映画。イーオン・プロダクションズ製作の「ジェームズ・ボンド」シリーズの第2作であり、ショーン・コネリーがMI6のエージェント、ジェームズ・ボンドとして2度目の出演を果たした作品である。監督はテレンス・ヤング、製作はアルバート・R・ブロッコリとハリー・サルツマン、脚本はリチャード・メイボームとジョアンナ・ハーウッドで、イアン・フレミングの1957年の小説『007 ロシアから愛をこめて』を基にしている。漢字表記は「一発」で正しい。邦題は1972年の再上映時に『007／ロシアより愛をこめて』（ゼロゼロセブン ロシアよりあいをこめて）に変更された。

## 概要
1963年10月10日にイギリスで、1964年4月8日にアメリカでそれぞれ公開した。低予算で作られた『007は殺しの番号（ドクター・ノオ）』の成功により、さらにアクション要素を強めた活劇大作。屈強な殺し屋との格闘、ヘリコプターによる追跡、ボートでの脱走と、見せ場が次から次に登場する。一方で、前作の後半で見られたSF色の強い展開は、リアリティを意識して抑えられている。ダニエラ・ビアンキは、知性の中に色気とチャーミングさを覗かせ、その後のボンド・ガールの方向性を確立した。ボンドのアクションにおける強敵としてのグラントのキャラクター、支給品の秘密兵器（ここでは決まった手順であけないと催涙ガスが噴き出す仕組みのアタッシェケース）がクライマックスで重要な伏線になること、何よりもオープニング・テーマの前に「プレタイトル・シークエンス」が入るようになったことなど、後続作品に踏襲されることになるパターンの多くが、本作で形作られた。
原作小説では刊行当時（1956年）の趨勢を反映して、英国秘密情報部対ソ連特務機関スメルシュの図式となっているが、映画では政治問題を避けて前作に続き犯罪組織「スペクター」を主敵としている。しかし、映画作品内といえども当時のソ連にとって好ましくない描写もあったため、1991年のソ連崩壊まで同国ではその後007シリーズは上映禁止となっていた。
ロケ地であるイスタンブールの描写やオリエント急行車内（映画では特に明言されていない）での模様など、ストーリーの展開は概ね原作に近づけてある。本作は1963年の世界興行収入で『クレオパトラ』に次ぐ第2位となり、日本においては1964年の外国映画興行成績で第6位（第3位に次回作の『ゴールドフィンガー』が入った）だった。

## ストーリー
犯罪組織「スペクター」は、クラブ諸島の領主ジュリアス・ノオ博士の秘密基地を破壊し、アメリカ月ロケットの軌道妨害を阻止した英国海外情報局の諜報員007ことジェームズ・ボンド（ショーン・コネリー）への復讐、それもソビエト情報局の美人女性情報員と暗号解読機「レクター」を餌にボンドを「辱めて殺す」ことで両国に泥を塗り外交関係を悪化させ、さらにその機に乗じて解読機を強奪するという、一石三鳥の計画を立案した。
実はスペクターのNo.3であるソビエト特殊諜報部隊スメルシュのクレッブ大佐（ロッテ・レーニャ）は、真相を知らない保安局の情報員タチアナ・ロマノヴァ伍長（ダニエラ・ビアンキ）を騙し、暗号解読機を持ってイギリスに亡命すること、また亡命時にはボンドが連行することが条件だと言うように命令する。英国海外情報局のトルコ支局長・ケリム（ペドロ・アルメンダリス）からタチアナの亡命要請を受けたボンドは、罠の匂いを感じつつも、トルコのイスタンブールに赴いた。イスタンブールは各国の工作員が半ば公然と監視し合う、国際諜報戦の舞台であった。さらに、同地にはスペクターの屈強な刺客・グラント（ロバート・ショウ）が待っていた。

## キャスト
| 役名                 | 俳優                       | 日本語吹替       | 日本語吹替       | 日本語吹替                   |
| 役名                 | 俳優                       | TBS版1           | TBS版2           | ソフト版                     |
| -------------------- | -------------------------- | ---------------- | ---------------- | ---------------------------- |
| ジェームズ・ボンド   | ショーン・コネリー         | 日高晤郎         | 若山弦蔵         | 若山弦蔵                     |
| タチアナ・ロマノヴァ | ダニエラ・ビアンキ         | 鈴木弘子         | 鈴木弘子         | 林真里花                     |
| ケリム・ベイ         | ペドロ・アルメンダリス     | 小松方正         | 大宮悌二         | 長島雄一                     |
| ローザ・クレブ       | ロッテ・レーニャ           | 林洋子           | 沼波輝枝         | 定岡小百合                   |
| レッド・グラント     | ロバート・ショウ           | 内海賢二         | 内海賢二         | 山野井仁                     |
| M                    | バーナード・リー           | 大宮悌二         | 今西正男         | 藤本譲                       |
| シルビア・トレンチ   | ユーニス・ゲイソン         | 登場シーンカット | 登場シーンカット | 山田美穂                     |
| モーゼニー           | ウォルター・ゴテル         | 飯塚昭三         | 飯塚昭三         | 島香裕                       |
| ヴァヴラ             | フランシス・デ・ヴォルフ   |                  | 飯塚昭三         | 木村雅史                     |
| 列車の車掌           | ジョージ・パステル         | 小関一           | 西村知道         | 最上嗣生                     |
| ケリムの女           | ナジャ・レジン             | 高島雅羅         | 加川三起         | 山田美穂                     |
| マネーペニー         | ロイス・マクスウェル       | 北村昌子         | 花形恵子         | 泉裕子                       |
| ヴィダ               | アリジャ・ガー             | 登場シーンカット | 登場シーンカット |                              |
| ゾーラ               | マルティーヌ・ベズウィック | 登場シーンカット | 登場シーンカット |                              |
| クロンスティン       | ウラデク・シェイバル       | 寺島幹夫         | 寺島幹夫         | 田原アルノ                   |
| ブロフェルド         | アンソニー・ドーソン       | 大平透           | 早川雄三         | 稲垣隆史                     |
| ジプシーの踊り子     | リサ・ギラウト             | 台詞なし         | 台詞なし         | 台詞なし                     |
| 外国のエージェント   | ハサン・セイラン           | 台詞なし         | 台詞なし         | 台詞なし                     |
| クリレンコ           | フレッド・ハガティ         |                  | 広瀬正志         | 田原アルノ                   |
| ケリムの運転手       | ネヴィル・ジェイソン       | 円谷文彦         | 若本紀昭         | 大久保利洋                   |
| ベンツ               | ピーター・ベイリス         |                  | 寺島幹夫         |                              |
| メフメット           | ヌスレット・アタール       |                  | 若本紀昭         |                              |
| ローダ               | ピーター・ブレイアム       | 木原正二郎       | 広瀬正志         |                              |
| Q                    | デスモンド・リュウェリン   | 杉田俊也         | 緒方敏也         | 白熊寛嗣                     |
| マッサージ師         | ジャン・ウィリアムズ       | 台詞なし         | 台詞なし         | 台詞なし                     |
| チェスの相手         | ピーター・マッデン         |                  | 緒方敏也         | 白熊寛嗣                     |
| ナターシャ           | ウルケル・ソルツォ         |                  | 加川三起         |                              |
| イリーナ             | ブルドン・ブルース         | 水野谷佐絵       | 日比野美佐子     |                              |
| 不明 その他          | N/A                        | N/A              | N/A              | 竹田雅則 津々見沙月 小松史法 |

- TBS版1：初回放送1975年4月7日『月曜ロードショー』21:00-22:55[10][11]
- TBS版2：初回放送1976年3月29日『月曜ロードショー』21:02-22:55（約95分[12]）
- ソフト版：2006年11月22日発売の「アルティメット・エディション」DVDに初収録。

※TBS版吹替の2種は、2012年にキングレコードから発売された「TV放送吹替初収録 特別版DVD」に収録。
※TBS1976年版は若山弦蔵が初めてコネリー=ボンドを吹き替えた作品となった。

### ボンドガール
ボンドガールはローマ出身のダニエラ・ビアンキが選ばれた。ミス・ユニバース1960で準優勝（およびミス・フォトジェニック）に選ばれたことで知られる。
彼女にとって本作は10年の映画キャリアの間に出演した唯一の英語フィルムである。ただし彼女の本当の声は作品に残っていない。イタリアなまりの強い英語はBarbara Jeffordによって吹き替えられた。イタリア語版はそれをMaria Pia Di Meoが吹き替えた。

## スタッフ
- 原作 - イアン・フレミング
- 監督 - テレンス・ヤング
- 製作 - ハリー・サルツマン、アルバート・R・ブロッコリ
- 脚本 - リチャード・メイボーム
- 撮影 - テッド・ムーア
- 編集 - ピーター・ハント
- 音楽 - ジョン・バリー
- 主題歌 - マット・モンロー
  - 作曲 - ライオネル・バート
  - 楽曲録音プロデューサー - ジョージ・マーティン
- 美術 - シド・ケイン
- 特殊効果 - ジョン・ステアズ
- 視覚効果 - ロイ・フィールド
- メインタイトル・デザイン - ロバート・ブラウンジョン
- 製作会社 - イーオン・プロダクションズ、ダンジャック、ユナイテッド・アーティスツ

### 日本語版
| -              | TBS版1            | TBS版2            | ソフト版 |
| -------------- | ----------------- | ----------------- | -------- |
| 演出           | 加藤敏            | 佐藤敏夫          | 伊達康将 |
| 翻訳           | 飯嶋永昭          | 飯嶋永昭          | 平田勝茂 |
| 調整           |                   | 前田仁信          | 高久孝雄 |
| 効果           | PAG               | 遠藤グループ      | N/A      |
| 選曲           |                   | 重秀彦            | N/A      |
| プロデューサー | 熊谷国雄          | 熊谷国雄          |          |
| 制作           | 東北新社 東京放送 | 東北新社 東京放送 | 東北新社 |

## 主題歌
ライオネル・バート（1930年 - 1999年）が作曲、バラード・シンガーのマット・モンロー（1932年 - 1985年）が唄う同名タイトルの主題歌が大ヒットした。イギリスの『メロディ・メイカー』誌では、最高位20位を獲得、また、ジョン・バリー・オーケストラの演奏による同主題歌もチャートに登場し、最高位39位を記録している。日本では文化放送『ユア・ヒット・パレード』で1964年度の年間1位を記録。アメリカではチャート入りは果たしていないが、サウンドトラック・アルバムは、アメリカの「ビルボード」誌アルバム・チャートで最高位27位を獲得している。「ジェームズ・ボンドのテーマ」(作曲：モンティ・ノーマン)も使用されている。

## 公開

### 日本
「007危機一発」の題名で1964年4月25日、東京はミラノ座・パンテオン・丸の内東映パラス・浅草東映ホールの松竹東急系でロードショー公開され、配給収入は2億6038万円であった。因みに前作「007は殺しの番号」は配給収入5780万円で、4倍の収入増であった。
タイトル『007 危機一発』は、髪の毛一本の僅差で生じる危機的状況を意味する「危機一髪」と銃弾「一発」をかけた一種の洒落で、ユナイト映画の宣伝部にいた映画評論家の水野晴郎が考案した。この表記は1956年の東映映画に『御存じ快傑黒頭巾危機一発』のタイトルがあり、水野の独創ではなく、以前から使われていた。しかし本作により「危機一発」との表記が浸透、新聞社から苦情が来た。
1972年のリバイバル公開時には、タイトルを小説の題名に近い『007 ロシアより愛をこめて』に変えている。これは「ロシア経由で」と「ロシアへの愛（母国愛）以上に」の2つの意味を持たせるためだったという可能性がある（「ロシアから」だと後者の意味が欠ける）。しかし、初公開時から主題歌の邦題は「ロシアより愛をこめて」であり、単純にそれにあやかった可能性もある。